# Jeff Kober
Jeff Kober (Billings, 18 dicembre 1953) è un attore statunitense.

## Biografia
Jeff Kober nella sua intensa carriera ha ricoperto molti ruoli, ma sicuramente quello che lo ha reso più famoso è il personaggio del sergente Evan 'Dodger' Winslow nella serie televisiva China Beach. Spesso ha interpretato personaggi fuori dalle regole, come il piccolo trafficante di droga con inclinazioni omicide Roy Gaddis nel film La morte alle calcagna del 1986, interpretazioni che gli aprono le porte a produzioni di prima scelta. Nel 1989 la serie televisiva China Beach, di cui era uno dei protagonisti, ha ottenuto il premio per la Nuova serie TV drammatica nella 15ª edizione del premio annuale People's Choice Awards. Di quest'ultimo fatto è stato anche prodotto il video "The 15th Annual People's Choice Awards" in cui lo si può vedere.
È attivo anche in qualità di fotografo e pittore ed alcuni suoi dipinti sono stati visti nella serie televisiva Kindred: The Embraced come lavori del suo personaggio Dedalo. È anche coautore insieme a Adele Slaughter del libro in cui spiega come avere successo come artista dal titolo Art That Pays . Nel 2012 la scrittrice Carmen Timber ha pubblicato un libro biografico su di lui dal titolo The Celebrity 411.

## Filmografia

### Cinema
- La morte alle calcagna (Out of Bounds), regia di Richard Tuggle (1986)
- Dossier Viper, regia di Peter Maris (1988)
- Alien Nation, regia di Graham Baker (1988)
- Una fortuna da morire (Lucky Stiff), regia di Anthony Perkins (1988)
- Pentagram: Pentacolo (The First Power), regia di Robert Resnikoff (1990)
- Angel Fire, regia di Todd Robinson (1992)
- The Hit List, regia di William Webb (1993)
- The Baby Doll Murders, regia di Paul Leder (1993)
- Tank Girl, regia di Rachel Talalay (1995)
- Automatic, regia di John Murlowski (1995)
- Faccia da bastardo (One Tough Bastard), regia di Kurt Wimmer (1996)
- Attacco al college (Demolition High), regia di Jim Wynorski (1996)
- Scelte pericolose (The Maker), regia di Tim Hunter (1997)
- Fino all'inferno (Inferno), regia di John G. Avildsen (1999)
- Militia, regia di Jim Wynorski (2000)
- The Want, regia di Bernard White (2001)
- Defining Maggie, regia di Neil Abramson (2002)
- Via dall'incubo (Enough), regia di Michael Apted (2002)
- Il risolutore (A Man Apart), regia di F. Gary Gray (2003)
- Oceano di fuoco - Hidalgo (Hidalgo), regia di Joe Johnston (2003)
- World Without Waves, regia di J. Mitchell Johnson (2004)
- Lucid, regia di Sam Friedlander – cortometraggio (2006)
- Le colline hanno gli occhi 2 (The Hills Have Eyes II), regia di Martin Weisz (2007)
- Multiple, regia di Joel Wear (2008)
- Re-Cut, regia di Fritz Manger (2010)
- Underdogs, regia di Jordan Bloch – cortometraggio (2010)
- The Dolphin, regia di Bryan Watkins – cortometraggio (2011)
- Dystopia, regia di Josh Mann – cortometraggio (2012)
- Parto con mamma (The Guilt Trip), regia di Anne Fletcher (2012)
- Buried Treasure, regia di Leslie Hope – cortometraggio (2012)
- Sotto accusa - Bad Blood (Bad Blood), regia di Adam Silver (2015)
- Sully, regia di Clint Eastwood (2016)
- Senza lasciare traccia (Leave No Trace), regia di Debra Granik (2018)

### Televisione
- Visitors – serie TV, episodio 1x11 (1985)
- Autostop per il cielo (Highway to Heaven) – serie TV, episodi 2x10 - 2x11 (1985)
- Ai confini della realtà (The Twilight Zone) - serie TV, episodio 1x30 (1985)
- Falcon Crest – serie TV, 7 episodi (1986-1987)
- MacGyver – serie TV, episodio 2x15 (1987)
- Ohara – serie TV, episodio 1x05 (1987)
- Laguna Heat, regia di Simon Langton – film TV (1987)
- China Beach – serie TV, 28 episodi (1988-1991)
- Session man, regia di Simon Langton – film TV (1991)
- Ned Blessing: The True Story of My Life, regia di Seth Winston – film TV (1992)
- Punto di svolta (Keep the Change), regia di Andy Tennant – film TV (1992)
- The Hat Squad – serie TV, episodio 1x10 (1993)
- Doppio rapimento (Desperate Rescue: The Cathy Mahone Story), regia di Richard A. Colla – film TV (1993)
- X-Files (The X-Files) – serie TV, episodio 1x08 (1993)
- A Matter of Justice, regia di Michael Switzer – film TV (1993)
- Il commissario Scali (The Commish) – serie TV, episodio 3x16 (1994)
- The Innocent, regia di Mimi Leder – film TV (1994)
- Higher Education – serie TV, 4 episodi (1994)
- Higher Education, regia di Gregory Hobson – film TV (1994)
- Walker Texas Ranger – serie TV, episodi 2x12 - 2x13 - 5x17 (1994-1997)
- Progetto Eden (Earth 2) – serie TV, episodio 1x10 (1995)
- Kindred: The Embraced – serie TV, 8 episodi (1996)
- Lazarus Man – serie TV, episodio 1x16 (1996)
- Women: Stories of Passion – serie TV, episodio 1x10 (1997)
- Nothing Sacred – serie TV, episodi 1x07-1x15 (1997-1998)
- Gold Coast, regia di Peter Weller – film TV (1997)
- The Big Fall, regia di C. Thomas Howell – film TV (1997)
- The Advanced Guard, regia di Peter Geiger – film TV (1998)
- La vendetta di Logan (Logan's War: Bound by Honor), regia di Michael Preece – film TV (1998)
- I magnifici sette (The Magnificent Seven) – serie TV, episodio 1x03 (1998)
- Three – serie TV, episodio 1x01 (1998)
- Jarod il camaleonte (The Pretender) – serie TV, episodio 2x20 (1998)
- C-16: FBI – serie TV, episodio 1x08 (1998)
- Poltergeist (Poltergeist: The Legacy) – serie TV, episodi 4x01-4x02 (1998)
- Seven Days – serie TV, episodio 1x17 (1999)
- Buffy l'ammazzavampiri (Buffy the Vampire Slayer) – serie TV, 4 episodi (1999-2002)
- Streghe (Charmed) – serie TV, episodio 1x20 (1999)
- JAG - Avvocati in divisa (JAG) – serie TV, episodio 5x24 (2000)
- American Tragedy, regia di Lawrence Schiller – film TV (2000)
- Road to justice - Il giustiziere (18 Wheels of Justice) – serie TV, episodio 2x02 (2001)
- Star Trek: Voyager – serie TV, episodio 7x13 (2001)
- Ritorno dalle acque maledette (Lost Voyage), regia di Christian McIntire – film TV (2001)
- NYPD - New York Police Department (NYPD Blue) – serie TV, episodi 8x16 - 12x02 (2001-2004)
- Star Trek: Enterprise – serie TV, episodio 1x15 (2002)
- Crossing Jordan – serie TV, episodio 1x17 (2002)
- E.R. - Medici in prima linea (ER) – serie TV, episodio 9x08 (2002)
- The Shield – serie TV, episodio 2x11 (2003)
- Peacemakers - Un detective nel West (Peacemakers) – serie TV, episodio 1x04 (2003)
- 10-8: Officers on Duty – serie TV, episodio 1x05 (2003)
- The Guardian – serie TV, episodio 3x08 (2003)
- Windfall - Pioggia infernale (Windfall), regia di Gerry Lively – film TV (2003)
- CSI - Scena del crimine (CSI: Crime Scene Investigation) – serie TV, episodi 3x14 - 12x15 (2003-2012)
- Law & Order - Unità vittime speciali (Law & Order: Special Victims Unit) – serie TV, episodio 6x07 (2004)
- Dr. Vegas – serie TV, episodi 1x01-1x08 (2004-2006)
- Criminal Minds – serie TV, episodio 1x09 (2005)
- Una famiglia nel west - Un nuovo inizio (Love's Long Journey), regia di Michael Landon Jr. – film TV (2005)
- 24 – serie TV, episodio 5x01 (2006)
- The Closer – serie TV, episodio 2x05 (2006)
- Supernatural – serie TV, episodio 2x19 (2007)
- Giustizia a Oak Hill (Aces 'N' Eights), regia di Craig R. Baxley – film TV (2008)
- Reaper - In missione per il Diavolo (Reaper) – serie TV, episodio 1x16 (2008)
- The Cleaner – serie TV, episodio 1x07 (2008)
- Numb3rs – serie TV, episodio 5x09 (2008)
- Cold Case - Delitti irrisolti (Cold Case) – serie TV, episodio 6x12 (2009)
- Burn Notice - Duro a morire (Burn Notice) – serie TV, episodio 3x01 (2009)
- Il momento di tornare (Mending Fences), regia di Stephen Bridgewater – film TV (2009)
- Sons of Anarchy – serie TV, 18 episodi (2009-2013)
- Lost – serie TV, episodio 6x03 (2010) – non accreditato
- CSI: Miami – serie TV, episodio 8x18 (2010)
- Law & Order: LA – serie TV, episodio 1x03 (2010)
- I signori della fuga (Breakout Kings) – serie TV, episodio 1x07 (2011)
- New Girl – serie TV, episodi 1x12 - 1x24 - 2x10 (2012)
- C'è sempre il sole a Philadelphia (It's Always Sunny in Philadelphia) – serie TV, episodio 9x02 (2013)
- The Walking Dead – serie TV, 4 episodi (2014)
- NCIS: New Orleans – serie TV, episodio 1x09 (2014)
- Shameless – serie TV, episodi 6x09 - 6x10 (2016)
- Timeless – serie TV, episodio 1x05 (2016)
- NCIS: Los Angeles – serie TV, 7 episodi (2017-2018)
- The Walking Dead: Red Machete – serie web, episodi 4x03-4x04 (2017-2018)
- Van Helsing – serie TV, episodio 3x12 (2018)
- Bosch – serie TV, episodio 6x05 (2020)
- General Hospital – soap opera (2020-2025)

## Pubblicazioni

### Libri
- Art That Pays (scritto con Adele Slaughter) (2004)

## Doppiatori italiani
Nelle versioni in italiano delle opere in cui ha recitato, Jeff Kober è stato doppiato da:
- Massimo Lodolo in E.R. - Medici in prima linea, Il risolutore, Senza lasciare traccia
- Fabrizio Temperini in X-Files, Law & Order - Unità vittime speciali
- Stefano Mondini in Streghe, NCIS: New Orleans
- Pierluigi Astore in CSI - Scena del crimine (ep. 3x14), Walker
- Renato Cortesi in Sons of Anarchy, NCIS: Los Angeles
- Mario Bombardieri in Sneaky Pete, Bosch
- Michele Gammino in La morte alle calcagna
- Michele Kalamera in China Beach
- Luca Ward in Jarod il camaleonte
- Paolo Buglioni in Buffy l'ammazzavampiri
- Antonio Sanna in The Shield
- Antonio Palumbo in Criminal Minds
- Christian Iansante in The Closer
- Nicola Braile in 24
- Giorgio Locuratolo in Supernatural
- Roberto Draghetti in Cold Case - Delitti irrisolti
- Emilio Cappuccio in Burn Notice - Duro a morire
- Saverio Moriones in Lost
- Davide Marzi in CSI: Miami
- Carlo Valli in CSI - Scena del crimine (ep. 12x15)
- Gaetano Lizzio in New Girl
- Enrico Di Troia in The Walking Dead
- Gino La Monica in Sotto accusa - Bad Blood
- Gerolamo Alchieri in Shameless
- Massimo De Ambrosis in Sully
- Mario Zucca in Van Helsing
- Gianni Giuliano in Chicago Med